# Emberkereskedelem
| Azon országok, melyekben az emberkereskedelem mértéke minimális szinten van, teljes megegyezésben a Traffiking and Violence Protection Act által előírtakkal Azon országok, melyek jelentős mértékben törekednek arra, hogy eleget tegyenek a TVPA által előírtaknak Azon országok, melyek (egyáltalán) nem tesznek erőfeszítéseket arra, hogy eleget tegyenek a TVPA által előírtaknak Nincs adat |

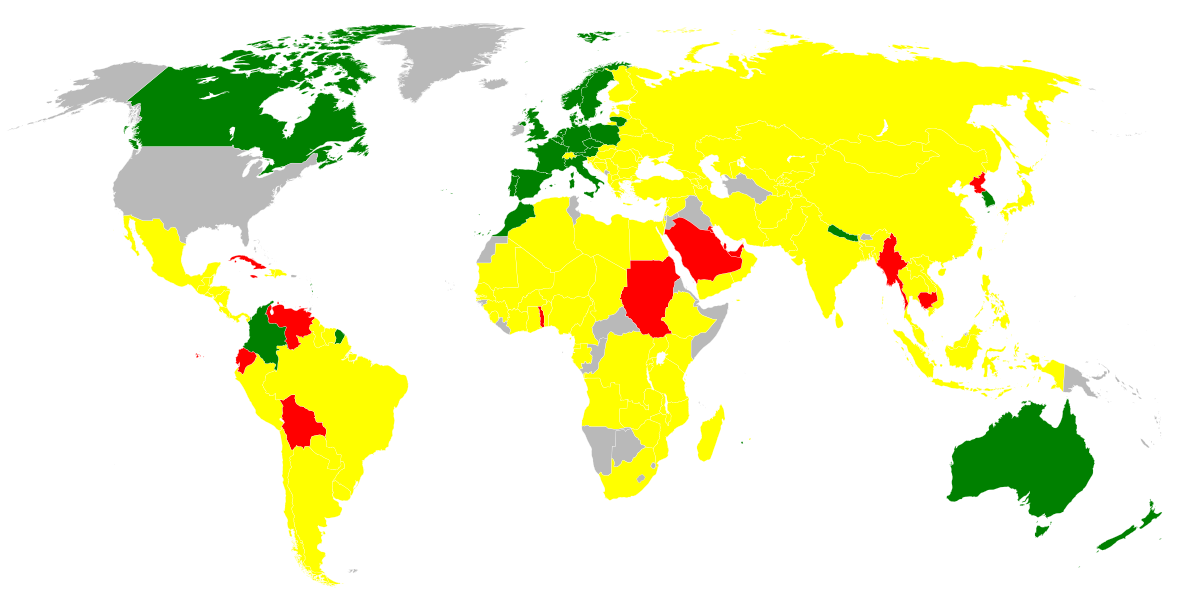
Az USA Külügyminisztériumának 2005-ös jelentése az emberkereskedelemről

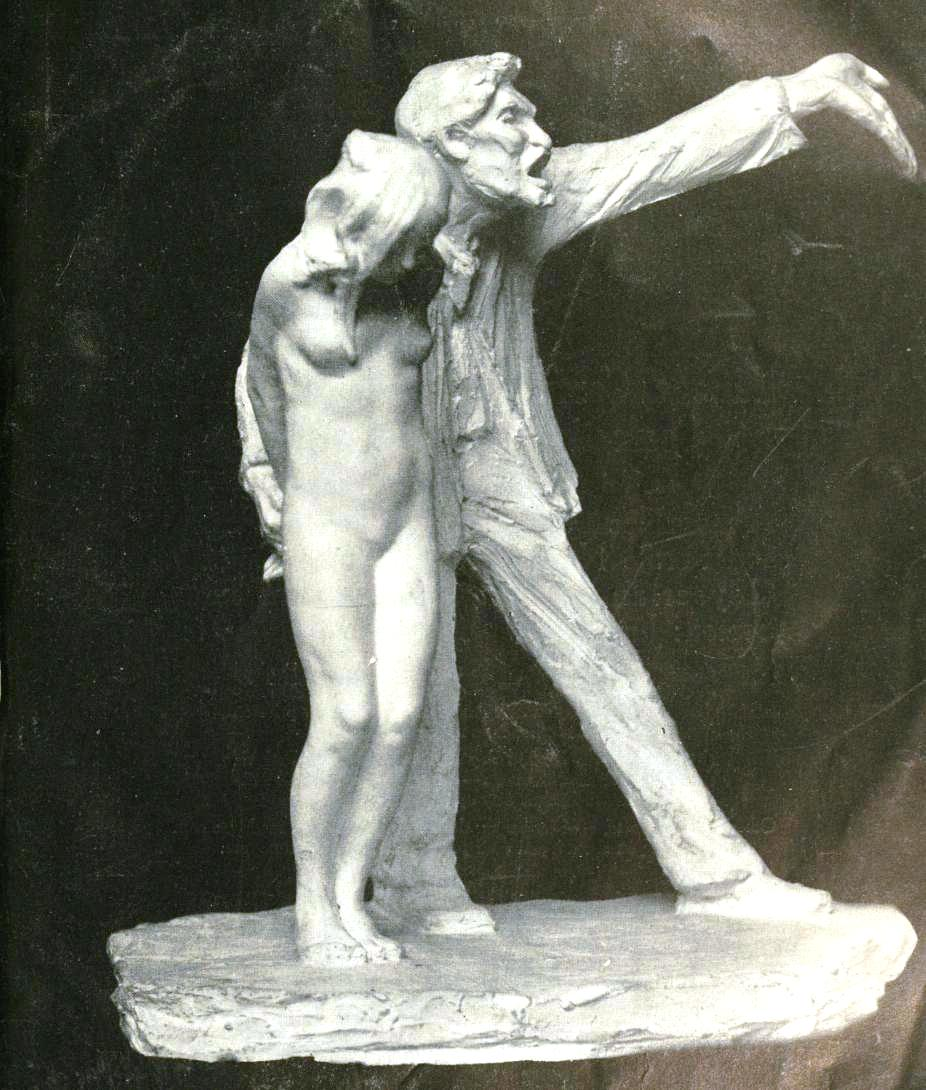
Abastenia St. Eberle: Fehér rabszolga

Az emberkereskedelem, elsősorban a nő- és a gyermekkereskedelem az 1990-es évek óta az egyik legaggasztóbb jelenség a világban. Az emberkereskedelem a világ harmadik legnagyobb és leggyorsabb ütemben növekvő bűnözői iparága. Emberek millióit tartják rabszolgakörülmények között gyárakban, farmokon, otthonokban. Az utazás egyre gyorsabbá és egyszerűbbé válása, valamint az olyan új technológiák, mint az internet egyre szélesebb körű elterjedése következtében az emberkereskedelem egyre nagyobb méreteket ölt, a 21. század első éveiben az egyik leggyakrabban felmerülő témakörré vált az emberi jogok területén.

## Az emberkereskedők
Emberkereskedők azok a személyek, akik felhajtják, szállítják, eladják és kizsákmányolják az áldozatokat, mindezt gyakran erőszak, vagy fenyegetés alkalmazásával teszik. Az embercsempészek által nyújtott szolgáltatások közé tartozik a szállítás, a segítségnyújtás, a hamis iratok beszerzése, valamint az elhelyezés. Gyakori jelenség, hogy a kereskedők maguk is áldozatai voltak az emberkereskedelemnek, kitűnő példát szolgáltatnak a nőnemű bordélytulajdonosok, akik egykoron önmaguk is űzték az adott iparágat. Az embercsempészet szervezettsége szempontjából három kategória különböztethető meg. Az első az alkalmi csempész, aki kevés pénzért kisszámú embert szállít; a második a kisméretű, de jól szervezett csoportokat jelöli, akik rendszeresen egy konkrét ország állampolgárait szállítják, azonos útvonalon és módon, és végül a harmadik kategóriát a szervezett nemzetközi embercsempész hálózatok alkotják. 
A kereskedők akár nemzeti, akár nemzetközi szinten is tevékenykedhetnek. Gyakran a kereskedők és áldozataik azonos nemzetiségűek, így a kereskedők jobban szót tudnak érteni áldozataikkal. A kereskedőket elsődlegesen két tényező motiválja: a magas profit és az alacsony kockázat. Az árak változóak, általában kis távon történő csempészés esetén a kereskedők 50–100 eurót kérnek el, de adott esetben egy migráns akár több ezer dollárt is fizethet. Előfordul, hogy az embercsempészek induláskor csak előleget kérnek, később az áldozatok utólag fizetnek, vagy ledolgozzák az adott összeget. Az embercsempészetből származó hasznot 2002-ben öt-hat milliárd dollárra becsülték.

## A fogyasztók
Az emberkereskedők bevételei azoktól a vevőktől származnak, akik megveszik az emberkereskedő ipartól az adott termékeket, szolgáltatásokat, vagy személyeket. A fogyasztók csoportjába tartozhatnak olyan cégek, amelyek kizsákmányoló üzemeket szerződtetnek és működtetnek, valamint az olyan végfelhasználók, akik megveszik a kereskedők laboratóriumaiban előállított olcsó termékeket. Világviszonylatban nézve néhány ország a keresletet gerjesztő elsődleges célrégiónak számít. Néhány célországnak ugyanis kifejezetten kedvezhetnek a növekvő adóbevételek, a szexturizmus, vagy más források, amelyek összefüggnek idegen nemzetiségű áldozatok befogadásával és kizsákmányolásával a határaikon belül. A kereslet oldalát egyértelműen az olcsó termékek és szolgáltatások, valamint a kommerciális szex iránti vágy hajtja. Sok fogyasztó teljes mértékben tisztában van akcióinak kizsákmányoló jellegével, mint sok olyan cég, amely kizsákmányoló üzemeket szerződtet (ez az úgynevezett „sweatshop”). De előfordulhat az is, hogy adott fogyasztó esetlegesen nem tájékozódik kellő mértékben azon termékek forrásairól, melyeket megvásárol.

## Az áldozatok
Az emberkereskedelem áldozatai a legtöbb esetben szegények, bevándorlók, csavargók vagy felügyelet alatt álló fiatalok, kisebbségek, elnyomottak, nők, gyerekek, valamint erőszak, háború vagy természeti csapások áldozatai. Az emberkereskedők elsősorban ezen csoportok tagjait célozzák meg, mivel ezek a személyek könnyen sebezhetők, s kiszolgáltatott helyzetükből adódóan sokkal befolyásolhatóbbak a többi embernél. Bár a kereskedés áldozatai természetesen nem önkéntesen vesznek részt az adott bűncselekmény végrehajtásában, életkörülményeik gyakran olyan pozícióba sodorják őket, amelyben könnyen az emberkereskedők áldozataivá válhatnak. Mindezt elősegítik bizonyos tényezők, mint a szegénység; olyan lehetőségek hiánya, melyek befogadásukat elősegítenék; családon belüli erőszak vagy elhanyagolás, melyek a fiatalokat az utcára taszítják. A kereskedők sok áldozatot megtévesztenek hamis lehetőségek felvázolásával. Munkalehetőséget, jobb életkörülményeket, kedvező feltételeket biztosítanak elvben az áldozatoknak, akik csak később döbbennek rá, hogy kihasználják őket, erőszakkal bánnak velük, s olyan szörnyű dolgokat kell átélniük, melyek egész hátralévő életükre hatással lesznek.
A nők gyakran válnak az emberkereskedelem áldozatává. A legtöbb esetben szexuális szolgáltatások nyújtására, erotikus munkára kényszerítik, megalázzák, megerőszakolják őket, és embertelenül bánnak velük. Sajnálatos tény, hogy egyre több a gyermekkorú áldozat, akiket szintén szexuális célok kapcsán, szervkereskedelemben vagy gyermekmunka elvégzése kapcsán alkalmaznak a kereskedők. A nyugati országokba sok kelet-európai gyermek érkezik, akiket gyermektelen családok fogadnak örökbe, természetesen illegálisan. A legveszélyeztetettebbek a tizenöt-tizenhét éves nevelőintézeti gondozás alatt álló lányok, akik jövője, anyagi helyzete kilátástalan. Az áldozatok az elvégzett „munkáért” fizetést alig vagy egyáltalán nem kapnak, pedig nem egy esetben éppen a jó kereset ígéretével csábítják el őket. Rengeteg lány jelentkezik különféle állásajánlatokra, amelyekben a hirdető jól fizető külföldi munkalehetőséget kínál. Az esetek jelentős részében ráadásul maga a hirdetés teljesen ártalmatlannak tűnik. A külföldi munkára jelentkező lányok többsége Ausztriában, Olaszországban vagy Franciaországban köt ki, s kiderül, hogy azok a személyek, akiket korábban munkaadóinak hittek, elvették minden papírját, és prostitúcióra kényszerítik őt.

## Támogatási szerkezet
A támogatási szerkezet magában foglalja az olyan üzleteket és azokat a gyakorlatokat, amelyek elősegítik az emberkereskedelem folyamatát és annak fennmaradását. Ez a támogatási szerkezet alapvető az emberkereskedelmi hálózatok működéséhez. Ide tartoznak a hirdetések, a szállítás, és a pénzügyi szolgáltatások. Az olyan gyakorlatok, amelyek tolerálják, vagy akár aktívan elősegítik az emberkereskedelmet ugyanúgy részesei ennek a szerkezetnek. Ez magában foglalhatja a rendőri korrupciót, társadalmi diszkriminációt, és a megbecstelenítés vagy a kiskorúak elfogadását a szexiparban.

## A folyamat résztvevői
Az olyan üzletek, amelyek támogatják az emberkereskedelmet, részvételükkel milliós bevételeket generálnak. Ebből kifolyólag az olyan gyakorlatot, amely közvetíti az emberkereskedelmet, gyakran a profitszerzés lehetősége motiválja. Ilyenek például a korrupt személyek, azok a férfiak, akik használják a szexipart, vagy olyan üzemek, akik tolerálják a szegények szörnyű munkakörülményeit. A hotelek, háztulajdonosok vagy hirdetők erősen tudatában vannak részvételüknek, míg mások, mint a repülőtársaságok és a bankok, sok esetben nincsenek tisztában azzal, hogy esetlegesen egy bűncselekmény véghezvitelét segítik elő. Ha ezeknek a társaságoknak mégis tudomására jut, hogy egy bűncselekmény résztvevői lettek, az elért profitot általában előnyben részesítik, így túlteszik magukat az esetlegesen fennálló fenntartásaikon, és mivel a közvetítőket ritkán vagy soha nem büntetik meg szereplésükért, elhanyagolható kockázatot vállalnak.

## Elhatárolása az embercsempészettől
Az emberkereskedelem és az embercsempészet fogalma nem szinonimája egymásnak, jelentésük több szempontból is eltér egymástól. Az embercsempészet egyfajta segítő jellegű tevékenység, mely azonnali haszonnal jár, míg az emberkereskedő a sértett eladása, kizsákmányolása révén jut pénzhez. Az emberkereskedelem egyfajta modern rabszolgaságként fogható fel. Elsődleges célja a prostitúció és a szervkereskedelem, a kényszermunkára és szolgáltatás nyújtására való kényszerítés.

## Az emberkereskedelem felszámolása
Az emberkereskedelem felszámolása érdekében egy szervezetekből, kormányokból és mindennapi polgárokból álló fokozatosan bővülő csoport jött létre, mely komoly stratégiákat dolgoz ki a cél elérése érdekében. Magas profit és alacsony kockázat; ez a kombináció motiválja a kereskedelem kiterjedését. Ennek a kombinációnak a megváltoztatása lenne a kulcs ahhoz, hogy a piaci dinamika megszűnjön, és a kereskedőknek ne érje meg belefogni az adott vállalkozásba. Több olyan stratégia is született az iparág felszámolása kapcsán, mely elsődlegesen a meggyőzés és a bűnüldözés technikájára épül. Kétségtelen, hogy a bűnüldöző szervek megerősödésével és a kereskedelem kockázatának növelésével csökkenne az emberkereskedők és a folyamatot elősegítő szervek és személyek száma. Például amennyiben egy 60 bordélyházból álló rendszerben, amely részt vesz az emberkereskedelemben, akár csak tíz bordélyházat bezáratnának egy egyéves időtartamon belül, a megmaradt bordélyházak zöme vélhetően inkább áthelyezkedne máshová, vagy bezárna a nagyobb kockázat miatt. A valóságban azonban több akadálya is van a stratégia megvalósításának; ide tartozik például a korrupció és a törvény általi üldözés alacsony prioritása. Gyakran bűnügyi és civil büntetések szükségesek a hivatásos szex fogyasztóinak vagy azon cégeknek, amelyek emberkereskedőktől szerződtetnek. Ezeknek a büntetéseknek a végrehajtása viszont gyakran bonyolult, ugyanis rengeteg jogszabály létezik, amely védi a fogyasztókat és az üzleteket. 
Sok program az emberkereskedelem megelőzéséért fokozott körültekintésre összpontosít azon népességcsoportok körében, akik könnyen áldozattá válhatnak. Ez a megelőzési stratégia azonban nem sok sikert ígér a teljes emberkereskedelem visszaszorítása kapcsán, ugyanis az ilyen könnyen befolyásolható személyek gyakran bármire képesek azért, hogy jobb életkörülmények között élhessenek, vagy hogy munkalehetőséget találjanak. Néhány népességcsoport tagjai nincsenek is olyan helyzetben, hogy érdemben maguk tudjanak dönteni, ennek oka lehet akár erőszak alkalmazása, akár szegénység vagy diszkrimináció. A veszélyeztetett népességcsoportok védelmének a kulcsa egyrészt a szegénység és egyenlőtlenség csökkentése, másrészt a szociális védelem növelése. Ezek a tényezők értelmes célokat képeznek, és egyben csökkentik az embercsempészek csoportjától való függőséget. Az esetleges civil akciók csökkenthetik a profitot és kedvezőtlen nyilvánosságot generálhatnak, ami elkedvetlenítő hatással lehet az emberkereskedelem szereplőire nézve. Civil akciókat korrupt kormányok esetében is lehet alkalmazni, ez belső reformokat idézhet elő. Hatékony megoldási módszer lehet még a gyerekek tájékoztatása, előadások tartása egy kidolgozott tájékoztatási stratégia keretében.

## Nemzetközi szervezetek tevékenysége
A Polaris Project egy Washington DC-ben működő nonprofit szervezet, mely évek óta kitartóan küzd az emberkereskedelem ellen. Elismert szakértője az Egyesült Államokbeli Derek Ellerman. Ellerman szakterülete a bűnöző hálózatok felderítése, az áldozatok azonosítása, az együttműködés a büntetés-végrehajtó szervekkel, valamint a rendőrség emberkereskedelem ellenes osztályaival. Ellerman több évtizedes tapasztalattal rendelkezik az emberkereskedelemmel kapcsolatos bűnügyek terén. Ő képezte ki a szövetségi és helyi büntetés-végrehajtókat, s velük szoros együttműködésben dolgozik; vezetett tanfolyamokat az Egyesült Államok kormányának, illetve közvetlenül dolgozott az emberkereskedelem áldozataival. Mindemellett Ellerman a Trinity University docense. Diplomás kurzusokat vezet a nemzetközi bűnöző hálózatok tevékenységéről és az emberkereskedelem elleni stratégiákról. Ellermann négy éven keresztül volt igazgatója az általa megalapított Rendőrség és Közösség Központnak (Center for Police and Community, CPAC), amely egy megelőzésalapú nonprofit szervezet, s elsősorban rendőri kötelességmulasztásos ügyeken munkálkodik.
Az 1990-es évek közepe óta az Európai Unió aktív résztvevője egy olyan átfogó program kidolgozásának, amely a kiinduló, a tranzit-, valamint a célországok bevonásával próbálja megakadályozni, illetve teljesen megszüntetni az emberkereskedelmet. A program stratégiájának három alapelve: az emberkereskedelemmel kapcsolatos tevékenységek megakadályozása, az áldozatok védelme és támogatása, valamint az emberkereskedők hatékony büntetőjogi felelősségre vonása. Az EU ezzel párhuzamosan elő kívánja segíteni a nemzetközi és civil szervezetek együttműködését a kitűzött cél elérése érdekében. Az Európai Uniót létrehozó szerződés egyértelműen utal az emberkereskedelem, s az EU alapjogi chartája kifejezetten megtiltja az emberkereskedelem minden formáját, valamint utal a gyermekek ellen elkövetett bűncselekmények által kibontakozó problémákra is. 1999 októberében az Európai Tanács tamperei csúcsértekezletén cselekvésre szólította fel a világ országait az emberkereskedelem és a gyermekek szexuális kizsákmányolása ellen. Az Unióban több olyan európai jogszabály is született, amely megpróbálja elősegíteni az emberkereskedők büntetőjogi felelősségre vonását, valamint az áldozatok megfelelő védelmét. A témával kapcsolatban eddig az alábbi fontosabb dokumentumok láttak napvilágot: az Európai Tanács 2002. július 19-i kerethatározata az embercsempészet elleni küzdelemről; az Európai Tanács 2003. december 22-i kerethatározata a gyermekek szexuális kizsákmányolása és a gyermekpornográfia elleni küzdelemről; valamint az Európai Tanács 2004. április 29-i irányelve. Kiemelkedő még, hogy az Európai Közösség valamint az EU összes tagállama aláírta az ENSZ Szervezett Bűnözés Elleni Egyezményét, valamint annak az emberkereskedelemről szóló kiegészítő jegyzőkönyvét.
Az Unión kívül más nemzetközi szervezetek is részt vesznek az emberkereskedelem elleni harcban (ENSZ, Európa Tanács, OSCE, Délkelet-európai Stabilitási Paktum, G8-ak). Az emberkereskedelem témakörével kapcsolatban 1949-ben született egy ENSZ-dokumentum; egy 1979-ben aláírt egyezmény pedig kötelezte az azt aláíró államokat a nőkereskedelem és a prostitúció visszaszorítására. Az EBESZ keretein belül az emberkereskedelem elleni fellépés kiemelkedő fontosságú. A szervezet által 2003-ban elfogadott akcióterv szerint a problémát átfogóan kell megközelíteni. Foglalkozni kell a megelőzéssel, az áldozatok védelmével, valamint az elkövetők felelősségre vonásával is. A szervezeten belül az emberkereskedelem problémájával a Demokratikus Intézmények és Emberi Jogok Irodája (ODIHIR) is egyaránt foglalkozik. A szervezet tájékoztatja, illetve felvilágosítja az illetékes hatóságokat annak érdekében, hogy az áldozatokat ne bűnözőkként vagy illegális bevándorlókként kezeljék, hanem áldozatként. A NATO 2004. évi isztambuli csúcstalálkozójának egyik kiemelkedő eredménye volt a NATO Emberkereskedelem Elleni Politikájának elfogadása. E dokumentum egyetemesen elítélendő bűncselekménynek nevezi az emberkereskedelmet, melyet modern kori rabszolga-kereskedelemnek titulál. 
Az elmúlt években fény derült arra, hogy adott missziók keretében adott országba kitelepített katonai erők hatással lehetnek az emberkereskedelemben érintett nők iránti keresletre. Amikor a bevetésen lévő katonák prostituáltakhoz fordulnak, a szolgáltatást sokszor szervezett bűnözői vállalkozásoktól veszik, s ilyen módon egyfajta „keresletet” indukálnak az emberkereskedelemben áldozatként megjelenő nők iránt. Az ilyen tevékenységet folytató NATO-erők sokszor kihasználják a prostitúcióra kényszerített nőket, valamint pénzhez juttatják a szervezett bűnözőket. Végül Isztambulban fogadtak el egy dokumentumot, mely lehetővé teszi a szövetséges erők távol tartását az olyan tevékenységektől, amelyek elősegítik, vagy támogatják az emberkereskedelmet. Norvégia 2003-ban elfogadta az Emberkereskedelem elleni Nemzeti Akciótervet. A terv rendelkezik az áldozatok azonosításáról, és nagyobb erőfeszítéseket rendel az emberkereskedők azonosítása és vád alá vonása érdekében. A norvég hadsereg szolgálati szabályzata egyértelműen tiltja a szexuális szolgáltatások megvásárlását, a szabályzatot megszegő norvég katonák pedig büntethetővé válnak. Az Egyesült Államok 2005. november 15-én új paragrafust emelt be a katonai szabályzatába, amely megtiltja a fegyveres erők tagjainak prostituáltakkal való kapcsolattartását. Az új paragrafus lehetővé teszi a parancsnokoknak az olyan katonák megbüntetését, akik fizetnek bizonyos szexuális szolgáltatásokért. Egyre nagyobb a törekvés tehát az emberkereskedelem felszámolására, azonban egyelőre még kétséges, hogy sikerül-e valaha gátat szabni ennek az egyre erősödő bűnözői tevékenységnek.

## Az emberkereskedelem a magyar büntetőjogban
A 2012. évi C. törvény (Büntető Törvénykönyv) 192. §-ában szerepel az emberkereskedelem és kényszermunka elnevezésű bűntett.
Az alapeset:

„Aki mást
a) elad, megvásárol, elcserél, ellenszolgáltatásként átad, átvesz, vagy
b) az a) pontban meghatározott cselekmény megvalósítása érdekében szállít, elszállásol, elrejt, vagy másnak megszerez,
bűntett miatt egy évtől öt évig terjedő szabadságvesztéssel büntetendő.”

A törvény ezen túlmenően többféle minősített esetet sorol fel, ahol a különböző büntetési tételek az alapeseténél súlyosabbak.
A 192. § (7) bek. az emberkereskedelem és kényszermunka előkészületét önállóan is büntetni rendeli.